# Garitta ferroviaria

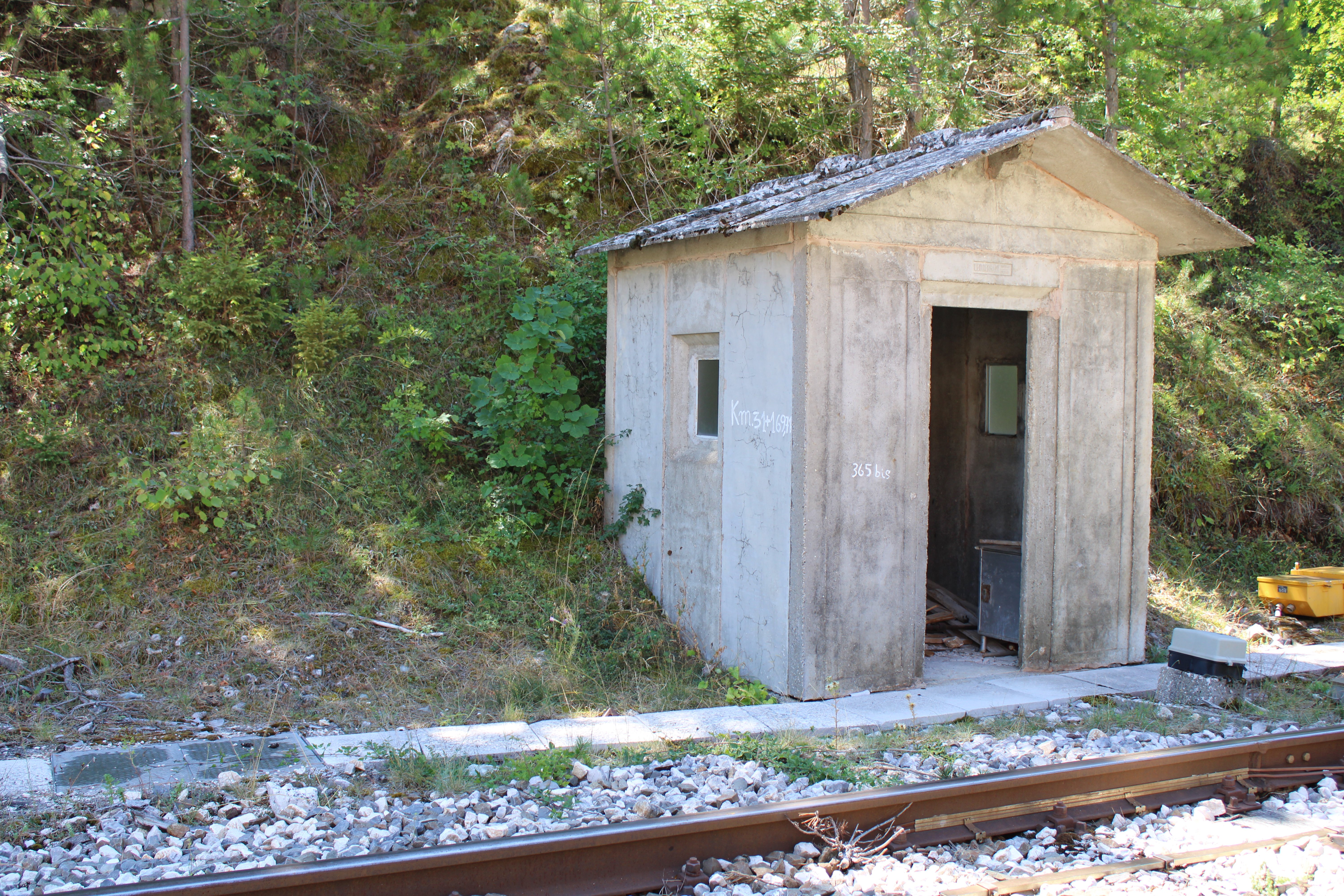
Garitta ferroviaria

La garitta ferroviaria o garetta ferroviaria è un edificio di ridotte dimensioni, di solito a pianta quadrata, ad un unico piano, situato generalmente nei pressi di un passaggio a livello o all'ingresso di una stazione ferroviaria o di un posto di movimento, nelle immediate vicinanze di un deviatoio o gruppo di deviatoi.
Fornisce riparo dalle intemperie al deviatore, il quale ha il compito di azionare manualmente ad intervalli regolari i deviatoi, al manovratore, per compiti analoghi, o al casellante, in caso sia sita vicino ad un passaggio a livello.
L'edificio presenta due-tre piccole finestre sulle facciate laterali ed un unico punto di accesso sulla facciata principale. Al suo interno vi è soltanto una sedia.
Con il passare del tempo l'utilizzo di questo edificio è venuto sempre meno, per via dell'evolversi delle tecniche di azionamento a distanza dei deviatoi e altri enti di piazzale, che hanno reso non più necessario l'uso della figura dei deviatori per la manovra sul posto. Permane il loro utilizzo in alcune linee ferroviarie secondarie o complementari a scarso traffico a binario semplice.